# 斯洛博丹·普拉利亞克
斯洛博丹·普拉利亚克（1945年1月2日—2017年11月29日）是波斯尼亚和黑塞哥维那的一位克罗地亚裔工程师、电视导演和商人。1992年至1995年期间，他是克罗地亚陆军将领，也是黑塞哥-波斯尼亚克罗地亚共和国的“克罗地亚国防委员会”的一位将军。

## 生平
2004年，普拉利亚克受到前南斯拉夫问题国际刑事法庭的起诉，并自发地向法庭投降。2013年，他与另外五名波黑的克罗地亚裔官员一起，被认定为在波黑内战中对波什尼亚克人犯下战争罪，判处20年监禁。他在2017年年初发起上诉。2017年11月维持原判，普拉利亚克当庭抗议并服毒自尽。数个小时后抢救无效死亡。